# 李昇烈
李昇烈（1989年3月6日—），男，生于京畿道富川市，韩国足球运动员，现效力于K联赛球队全北现代，他是韩国国家队的成员。

## 俱乐部生涯
2008年，李昇烈高中毕业后加入K联赛球队FC首尔，并凭借该赛季的精彩表现当选为2008年年度最佳新人。

## 国家队生涯
2010年1月9日，李昇烈在和赞比亚的友谊赛中首次代表韩国国家队出场。
在2010年2月7日的2010年东亚足球锦标赛决赛阶段(东亚四强赛)韩国队对阵中国香港队的比赛中，李昇烈取得了其首个国家队入球。